# Berufsgenossenschaftliche Zentrale für Sicherheit und Gesundheit
Die Berufsgenossenschaftliche Zentrale für Sicherheit und Gesundheit (BGZ) war eine Präventionseinrichtung des Hauptverbands der gewerblichen Berufsgenossenschaften (HVBG) mit politischer Ausrichtung. Sie war seit 1993 bis zum 30. Juni 2007 die Nachfolgeeinrichtung der seit 1923 bestehenden Zentralstelle für Unfallverhütung (ZefU) und hatte ihren Sitz in Sankt Augustin.
Die BGZ förderte die gemeinsamen Aufgaben der Berufsgenossenschaften auf dem Gebiet von Sicherheit und Gesundheitsschutz bei der Arbeit durch Steuerung und Koordination. Sie beriet die Berufsgenossenschaften in Angelegenheiten des Arbeitsschutzes, entwickelte Positionen und Strategien. An der Schnittstelle zwischen berufsgenossenschaftlicher Prävention, staatlichem Arbeitsschutz sowie betrieblicher Gesundheitsförderung übernahm die BGZ die Funktion der Bündelung und Koordinierung und der Interessenvertretung. Sie unterhielt und förderte für und mit den Berufsgenossenschaften internationale Kontakte und Kooperationen mit nationalen und internationalen Arbeitsschutzinstitutionen.

## Aufgaben und Arbeitsgebiete
- Bündelung der BGlichen Interessen im Bereich Prävention und Interessenvertretung gegenüber dem staatlichen Arbeitsschutz und anderen Arbeitsschutz-Institutionen.
- Geschäftsführung der Präventionsleiter-Konferenz der Berufsgenossenschaften.
- Behandlung aktueller und branchenübergreifender Präventionsthemen wie z. B. Aktivitäten für KMU, ältere Arbeitnehmer, Arbeitsschutzmanagement, Qualität in der Prävention, Verhütung arbeitsbedingter Gesundheitsgefahren, Verkehrssicherheit.
- Koordinierung und Betreuung von 34 Präventionsausschüssen mit ca. 3200 Arbeitsschutz-Experten zu allen relevanten Themen wie z. B. Arbeitsmedizin, Betriebs- und Anlagensicherheit, Erste Hilfe und Rettungswesen
- Entwicklung von BG-Vorschriften und BG-Regeln einschließlich der Qualitätssicherung; Kooperation mit staatlichen Ausschüssen.
- Förderung internationaler Kooperationen mit z. B. dem Beratenden Ausschuss der Europäischen Kommission, der Europäischen Agentur für Sicherheit und Gesundheitsschutz am Arbeitsplatz Bilbao sowie in Präventionsangelegenheiten mit dem Europäischen Forum Unfallversicherung.
- Förderung der betriebsärztlichen Betreuung.
- Koordination der arbeitsmedizinischen Vorsorge der Berufsgenossenschaften.
- Kooperationen bei der betrieblichen Gesundheitsförderung wie z. B. projektbezogene Zusammenarbeit mit der gesetzlichen Krankenversicherung.
- Konzepte für die Aus- und Weiterbildung von Sicherheitsfachkräften und anderen betrieblichen Zielgruppen.
- Festlegung von Aus- und Fortbildungsmaßnahmen für Aufsichtspersonen; Leitung des TAB-Prüfungsausschusses.
- Prüfung und Zertifizierung von Arbeitsmitteln und Qualitätsmanagement-Systemen (BG-PRÜFZERT).
- BG-Präventionskampagnen wie z. B. Stolpern, Rutschen, Stürzen und Hautschutz.
- Fachinformationen über Sicherheit und Gesundheitsschutz bei der Arbeit; Printmedien: „BG-Prävention Aktuell“, die vierteljährlich erscheinende Informationsschrift der BGZ; Schriftleitung für den Bereich Prävention in „Die BG“, dem Diskussionsforum des HVBG für die gesetzliche Unfallversicherung; Internetplattform BG-Netzwerk Prävention.

## Aktuelle Entwicklungen
Zum 1. Juli 2007 wurde die BGZ – bedingt durch die Fusion von HVBG und Bundesverband der Unfallkassen (BUK) zum neuen Spitzenverband Deutsche Gesetzliche Unfallversicherung DGUV – in den neuen Geschäftsbereich Prävention übergeleitet. Dieser Geschäftsbereich Prävention des neuen gemeinsamen Spitzenverbandes der gewerblichen Berufsgenossenschaften und der Unfallkassen der öffentlichen Hand untergliedert sich in den Stabsbereich Prävention (Sankt Augustin) und die Präventionsabteilung „Sicherheit und Gesundheit“ (München und Sankt Augustin) sowie
- das Institut für Arbeitsschutz der Deutschen Gesetzlichen Unfallversicherung (IFA in Sankt Agustin)
- das Institut für Arbeit und Gesundheit der Deutschen Gesetzlichen Unfallversicherung (IAG in Dresden) und
- das Institut für Prävention und Arbeitsmedizin der Deutschen Gesetzlichen Unfallversicherung (IPA in Bochum).

Die fortbestehenden Aufgaben der BGZ wurden zwischen dem Stabsbereich Prävention (SB Prävention) und der Abteilung Sicherheit und Gesundheit (SiGe) aufgeteilt.